# Píčův statek
Píčův statek je zřícenina usedlosti v Příhrazských skalách, přibližně 200 metrů od skalního hradu Klamorna, směrem na Drábské světničky, na náhorní plošině Hrada.

## Historie
Statek je poprvé zmiňován k roku 1554 pod názvem samota Hrada. V roce 1682 je pak v purkrechtní knize boseňské rychty jako majitel uveden Pavel Komárek, jenž toho roku usedlost převzal po svém otci, a ta nese název Komárovská chalupa. Na začátku 18. století rod Komárků vymírá, neboť dědic Jiří Komárek se nevrátil z vojny, a od roku 1716 jej vlastnil Jan Píč, jenž se sem přiženil. S sebou přinesl i peníze a právě za Píčů dosáhl statek největšího rozkvětu, což se odrazilo i do pojmenování stavení. Ke statku náleželo území o rozloze 14,4 ha (tvořily jej zejména sprašová pole, louky a lesy) a v okolí jej proslavil především chov koní. Obilí si nechávali mlít ve 2 km vzdáleném Skálově mlýně v Březině a každý druhý týden tu pekli 14 bochníků chleba. V záznamech se můžeme dočíst, že se rod těšil značné oblibě a vážnosti, často jej také navštěvovala hrabata z nedalekého Mnichova Hradiště. Posledním velkým hospodářem byl Václav Píč, po jehož smrti v roce 1941 započal úpadek statku. Ten nebyl zapříčiněn německou okupací, neboť se statek nacházel na odlehlém místě, nýbrž politickým vývojem po roce 1945 a především pak po únoru 1948. Po Václavově smrti se statku ujala vdova spolu se synem Vladimírem Píčem. Po změně politického režimu byli oba označeni za kulaky. V roce 1952 Státní bezpečnost Vladimíra odvedla a do roku 1954 byl vězněm v kamenolomu v Libochovanech. Vdova po Václavovi měla být umístěna ve starobinci v Kurovodicích. Při zatýkání jim ovšem uprchla a běžela směrem na Branžež. Cestou ji promrzlou našli místní a dovezli ji k její dceři do Branžeže, kde dožila. Statek tak byl opuštěn, vyrabován a částečně rozebrán a polnosti rozparcelovány. Zachována dlouho zůstávala bývalá sušárna ovoce, drobná dřevěná chaloupka před statkem, zvaná též Perníková chaloupka. V 90. letech ji však někdo zapálil.